# Seznam měst na Svatém Vincenci a Grenadinách
Toto je seznam měst na Svatém Vincenci a Grenadinách.
Zdaleka největší aglomerací na Svatém Vincenci a Grenadinách je Kingstown, kde 1. ledna 2005 žilo 24 518 obyvatel, což představuje asi 20% obyvatelstva celé země.
V následující tabulce jsou uvedena města nad 500 obyvatel, výsledky sčítání obyvatelstva z 1. ledna 2005 a distrikty, do nichž města náleží. Počet obyvatel se vztahuje na vlastní město bez předměstí. Města jsou seřazena podle velikosti.
| Města na Svatém Vincenci a Grenadinách | Města na Svatém Vincenci a Grenadinách | Města na Svatém Vincenci a Grenadinách | Města na Svatém Vincenci a Grenadinách |
| Pořadí                                 | Město                                  | Počet obyvatel                         | Distrikt                               |
| -------------------------------------- | -------------------------------------- | -------------------------------------- | -------------------------------------- |
| 1.                                     | Kingstown                              | 17 994                                 | Saint George                           |
| 2.                                     | Georgetown                             | 1 680                                  | Charlotte                              |
| 3.                                     | Byera                                  | 1 365                                  | Charlotte                              |
| 4.                                     | Barrouaillie                           | 1 318                                  | Saint Patrick                          |
| 5.                                     | Layou                                  | 1 164                                  | Saint Andrew                           |
| 6.                                     | Biabou                                 | 1 050                                  | Charlotte                              |
| 7.                                     | Colonarie                              | 1 034                                  | Charlotte                              |
| 8.                                     | Port Elizabeth                         | 839                                    | Grenadiny                              |
| 9.                                     | Chateaubelair                          | 735                                    | Saint David                            |
| 10.                                    | Calliaqua                              | 636                                    | Saint George                           |
| 11.                                    | Hamilton                               | 630                                    | Grenadiny                              |
| 12.                                    | Dovers                                 | 525                                    | Grenadiny                              |